# 30-39
De jaren 30-39 (van de christelijke jaartelling) zijn een decennium in de 1e eeuw.

## Belangrijke gebeurtenissen

### Christendom

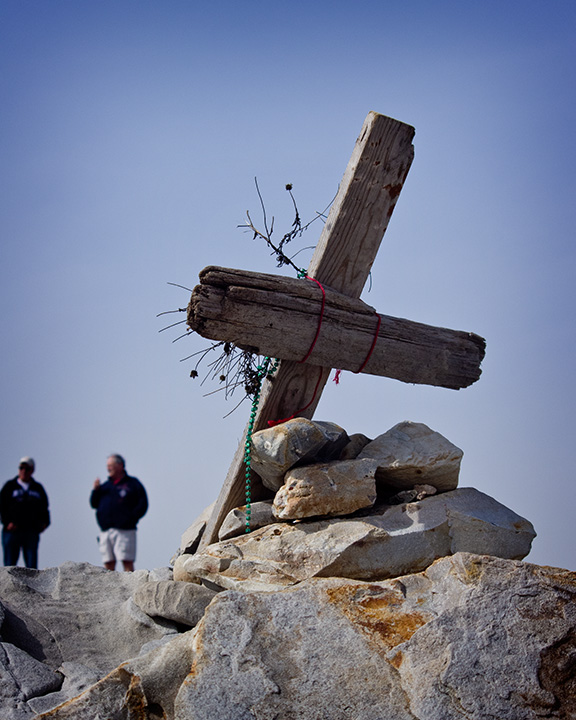
Jezus sterft de kruisdood

- 30 of 33: Jezus Christus, wordt ter dood veroordeeld door de Romeinse procurator van Judea Pontius Pilatus.
- ca. 33: De Grote opdracht
- ca. 34: Stefanus wordt gestenigd vanwege zijn kritiek op de tempel. Hierna worden de overige leden van de oergemeente vervolgd en vluchtten zij uit Jeruzalem. Een belangrijke vervolger is de farizeeër Saulus van Tarsus.
- ca. 35: Sint-Paulus' Bekering.

### Romeinse Rijk

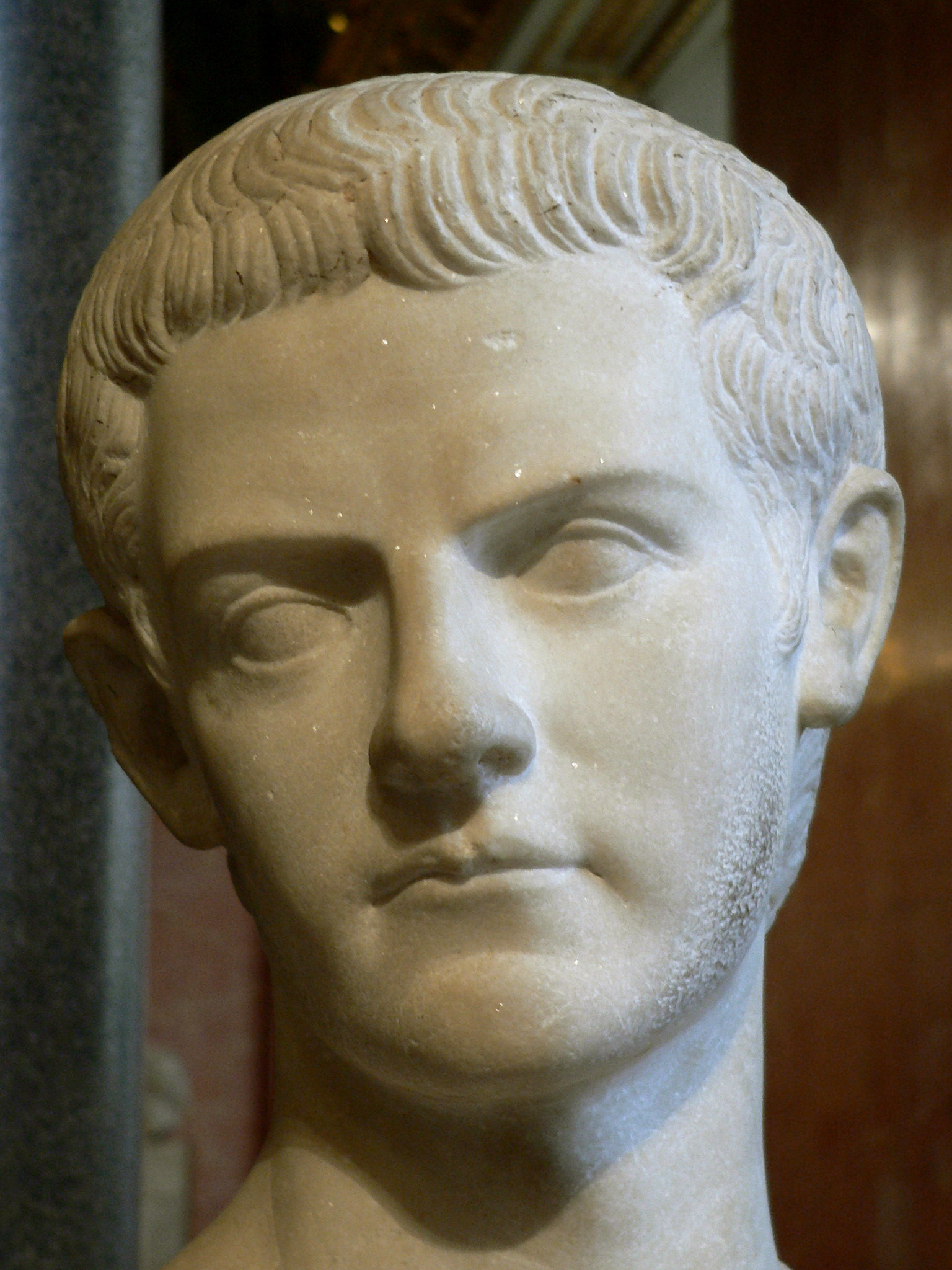
Caligula

- 30: Agrippina de Oudere, de weduwe van Germanicus, wordt samen met haar zonen Nero Julius Caesar en Drusus Julius Caesar verbannen. Haar jongste zoon Caligula vlucht naar keizer Tiberius, die op het eiland Capri verblijft.
- 31: Lucius Aelius Seianus, hoofd van de pretoriaanse garde, wordt uit de weg geruimd en vervangen door Quintus Naevius Sutorius Macro.
- 37: De Romeinse senaat verklaart Tiberius' adoptief-kleinzoon Caligula tot princeps.
- 39: Keizer Caligula gaat - vooral omdat er geen geld meer te halen valt in Italia - op veldtocht in Gallia. Militair was de veldtocht een lachertje maar als plundertocht zeer geslaagd. De 'verovering' van Britannia echter was niet meer dan het verzamelen van schelpen op het strand.
- 39: Caligula eist dat er in alle tempels in het rijk, dus ook in Jeruzalem, een standbeeld van hem komt, om te vereren. De joden weigeren dit.

### Armenië
- 34-35: Koning Artaxias III van het Koninkrijk Armenië, vazal van het Romeinse Rijk, sterft. De Partische koning Artabanus II zet zijn zoon Arsaces op de Armeense troon.
- 36-37: Romeins-Parthische oorlogen. De Romeinen sturen generaal Lucius Vitellius. Artabanus bindt in.
- ca. 37: Pharasmanes I, vorst van het Koninkrijk Iberië, maakt van de patstelling gebruik om zijn broer Mithridates op de Armeense troon te zetten.

### Centraal Azië
- ca. 30: Ontstaan van het Kushanrijk

## Kunst en cultuur
- 38: Pont du Gard. De Romeinen bouwen het aquaduct van Uzès bij Nîmes. Het heeft een lengte van 50 km en voert met bogen drie lagen over de rivier de Gard over een lengte van 269 m.

## Belangrijke personen
- Jezus Christus, stichter van het christendom.
- Keizer Tiberius, Romeins keizer tot zijn dood in 37.
- Keizer Caligula, Romeins keizer vanaf 37.

### Geboren
- 30: Nerva, later Romeins keizer.
- 32: Otho, later Romeins keizer.
- 35: Quintilianus, Romeins redenaar.
- 37: Lucius Domitius Ahenobarbus, als Nero van 54 tot 68 Romeins keizer.
- 37: Flavius Josephus, Joods geschiedschrijver.
- 39: Titus, later Romeins keizer.

### Overleden
- 30 of 33: Jezus Christus na 3 dagen opgestaan uit de dood
- 31: Sejanus (terechtgesteld)
- 31: Marcus Velleius Paterculus, Romeins geschiedschrijver, mogelijk als medeplichtige van Sejanus terechtgesteld.
- 31: Livilla, terechtgesteld voor moord op haar echtgenoot Drusus in 23 (waaraan Sejanus medeplichtig was).
- 31: Nero Caesar, oudere broer van Gaius Caesar ("Caligula"), vermoord door Tiberius onder invloed van Sejanus.
- 33: Agrippina de Oudere, echtgenote van Germanicus (hongerdood in ballingschap).
- 33: Drusus Caesar, zoon van Agrippina de Oudere, broer van Caligula, komt om in gevangenschap onder Tiberius.
- 36: Antonia, moeder van Germanicus en Claudius
- 37: Keizer Tiberius
- ca. 39: Herodes Antipas

<< · 30 · 31 · 32 · 33 · 34 · 35 · 36 · 37 · 38 · 39 · >>
<< · 1-9 · 10-19 · 20-29 · 30-39 · 40-49 · 50-59 · 60-69 · 70-79 · 80-89 · 90-99 · >>